# La Merlatière
La Merlatière település Franciaországban, Vendée megyében. Lakosainak száma 1010 fő (2022. január 1.). La Merlatière Dompierre-sur-Yon, Essarts-en-Bocage, La Ferrière, Saint-Martin-des-Noyers és Les Essarts községekkel határos.

## Népesség
A település népességének változása:
| Lakosok száma | 984  | 987  | 1020 | 1000 | 1006 | 1014 | 1013 | 1011 | 1010 |
|               | 2013 | 2015 | 2016 | 2017 | 2018 | 2019 | 2020 | 2021 | 2022 |